# Barudjird
Barudjird o Burudjird és una ciutat del Luristan a l'Iran, a la carretera entre Hamadan i al-Ahwaz, via Khurramabad. És famosa per la batalla lliurada a la vora de la ciutat el 1093, en la qual les forces seljúcides del sultà Barkyaruq van derrotar a les que donaven suport a la regent Turkan Khatun que governava en nom del fill menor d'edat Mahmud ibn Màlik-Xah de 4 anys.